# Escadron parachutiste d'intervention de la Gendarmerie nationale
L'Escadron parachutiste d'intervention de la Gendarmerie nationale (EPIGN) était, de 1984 à 2007, une unité appartenant au GSIGN (Groupement de sécurité et d’intervention de la Gendarmerie nationale), formation qui regroupait également sur le site de Satory, près de Versailles le GIGN (Groupe d’intervention de la gendarmerie nationale) et le GSPR (Groupe de sécurité de la présidence de la République). 
L'EPIGN, qui était l'héritier de l’Escadron 9/11 parachutiste de la Gendarmerie mobile (EPGM) de Mont-de-Marsan (1971-1983), avait été créé à Satory le 1er janvier 1984 avec pour mission principale l'appui au GIGN. Mais l'unité s'était progressivement spécialisée dans la protection rapprochée, la sécurisation de sites, la surveillance d'individus dangereux et l'acquisition d'informations sensibles. 
Le 1er septembre 2007, le GSIGN a été réorganisé pour mieux répondre aux menaces présentes et futures et a pris l’appellation de GIGN (l'une de ses anciennes composantes). À cette occasion, l’EPIGN a été dissous et a transmis l’essentiel de son personnel et de son savoir-faire à la force « Sécurité-Protection » et à la force « Observation-Recherche » du nouveau GIGN.

## Historique

### L’EPGM (1971-1983)
Le 1er janvier 1971, la Gendarmerie nationale crée sa première unité parachutiste : l’Escadron parachutiste de la Gendarmerie mobile ou EPGM (l’appellation officielle est Escadron 9/11 Parachutiste de la Gendarmerie Mobile). 
Implanté à Mont-de-Marsan (Landes), l’EPGM est entraîné pour pouvoir assurer toutes les missions d’un escadron de marche de la gendarmerie mobile – en particulier maintien et rétablissement de l’ordre – mais également des missions spécifiques liées à sa capacité aéroportée. Il est notamment désigné comme escadron prévôtal de la 11e division parachutiste.
L’unité, organisée sur le modèle d’un escadron traditionnel (un peloton hors rang et trois pelotons de marche) compte environ 125 personnels sous les ordres d'un capitaine. Elle attire des éléments particulièrement motivés qui acquièrent tous, en sus de leur double qualification de gendarme et de parachutiste, une spécialité adaptée aux missions de l’escadron : chuteur opérationnel, moniteur parachutiste, pilote tandem, tireur d’élite, expert en techniques de combat, plongeur, transmetteur, infirmier etc. Elle est équipée de véhicules aérotransportables (jeep puis Peugeot P4).
C’est en son sein que sont recrutés les premiers éléments du groupe d’intervention de la gendarmerie nationale no 4 de Mont-de-Marsan en 1974 (à cette époque, la gendarmerie envisage de créer un groupe d’intervention dans chaque région militaire ; par la suite cette idée est abandonnée et les personnels de cette unité rejoindront le GIGN no 1 à Maison-Alfort en 1976 pour former le GIGN).
L’EPGM est engagé dans de nombreuses opérations tant en métropole qu’outre-mer ou sur différents théâtres d’opérations extérieurs. Ainsi, par exemple on le retrouve aussi bien au maintien de l’ordre aux côtés d’autres escadrons lors de l’épisode de la centrale nucléaire de Plogoff (1978-1981) qu’à Djibouti au  Territoire français des Afars et des Issas (TFAI) où il participe activement à la mise en place et au bon déroulement du référendum qui amène le territoire à l'indépendance le 27 juin 1977.

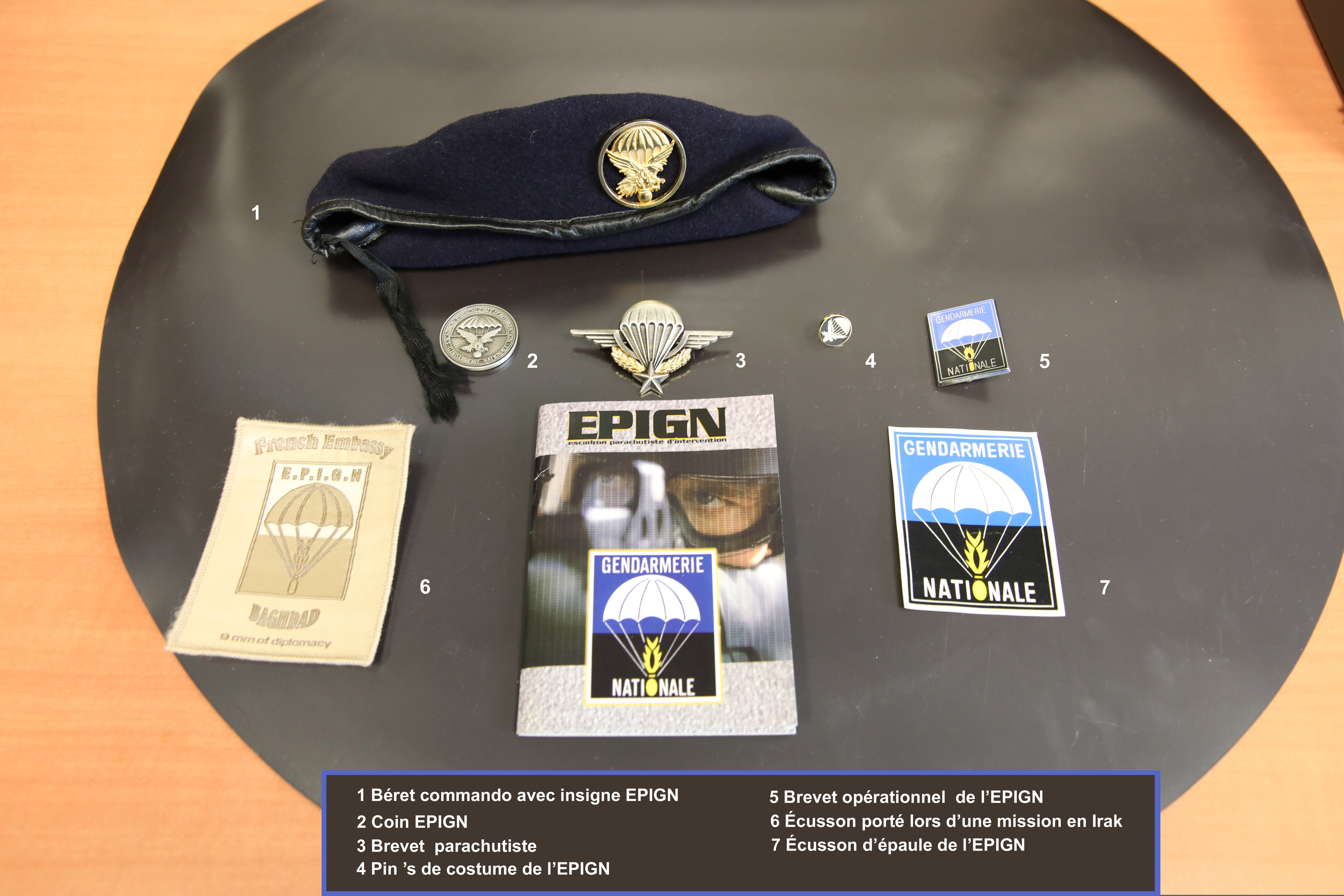
Béret, écussons et insignes divers de l'EPIGN

Des éléments de l’escadron sont présents sur de nombreux théâtres d'opérations extérieures (Tchad, Centrafrique) et son notamment engagés au Liban à partir de 1978.
En 1983, la Gendarmerie décide de renforcer ses formations spécialisées et de les regrouper sur le site de Versailles -Satory (Yvelines) au sein d’une nouvelle unité appelée GSIGN. L’EPGM disparaît donc fin 1983, au profit de l’Escadron Parachutiste d’Intervention de la Gendarmerie Nationale.

### L’EPIGN (1984-2007)
Créée le 1er janvier 1984 au sein du GSIGN, l’unité conserve son statut parachutiste - comme toutes les formations du GSIGN - ainsi que ses particularités : recrutement séparé, béret bleu avec insigne inspiré de celui des commandos de chasse de la gendarmerie en Algérie, etc. Mais si elle conserve l’appellation d’escadron, ses missions – comme ses modalités d’engagement - n’ont plus grand-chose à voir avec celles d'un escadron de gendarmes mobiles.
L’EPIGN reçoit parmi ses attributions principales le support et l'appui du GIGN, mission pour laquelle il assure une alerte permanente et qu’il sera amené à assurer lors de quelques évènements importants (Corse, Ouvéa, Marignane). Mais au fil des années, cette mission perdra en importance relative et l’unité sera amenée à développer des savoir-faire particuliers dans les domaines de la sécurité-protection et de la collecte de renseignements au profit des autres unités de la gendarmerie.  
L’EPIGN dont l’effectif est d’environ 135 personnels, conserve à ses débuts la structure d’un escadron classique (un peloton hors rang regroupant notamment les chuteurs opérationnels  et trois pelotons du rang), mais ne se déploie pas en unité constituée. En général, l'escadron engage au plus un peloton et le plus souvent un groupe (demi-peloton ou moins). 
Progressivement, de nouvelles missions apparaissent et, dès 1986, l’un des pelotons se spécialise dans la protection des hautes personnalités (PPHP). Le GOR (Groupe d’Observation et de Recherche – voir ci-dessous) apparaît en 1991.
L’organigramme de l'unité à partir des années 2000 reflète l'importance prise par ces spécialités nouvellement acquises (en sus du support du GIGN et de tout un éventail de sous-spécialités diverses : montagne, plongée etc. ) :
En 2000, l'officier commandant l'EPIGN, qui est assisté d'un commandant en second, compte sous ses ordres : 
- Un Groupe de Soutien Opérationnel - soit 17 sous-officiers ;
- Deux sections de sécurité et de protection avec chacune 2 officiers et 40 sous-officiers ;
- Le groupe d’observation et de recherche - soit 1 officier et 34 sous-officiers.

La réorganisation du GSIGN entraîne la disparition de l'unité, dont la dissolution est prononcée officiellement le 1er septembre 2007. Un nouveau groupe d'intervention de la gendarmerie nationale plus étoffé est alors créé sous un commandement unique, permettant une meilleure optimisation des moyens ainsi que des synergies plus fortes, notamment à partir d'un tronc commun de recrutement.

## La spécialisation: SSP et GOR

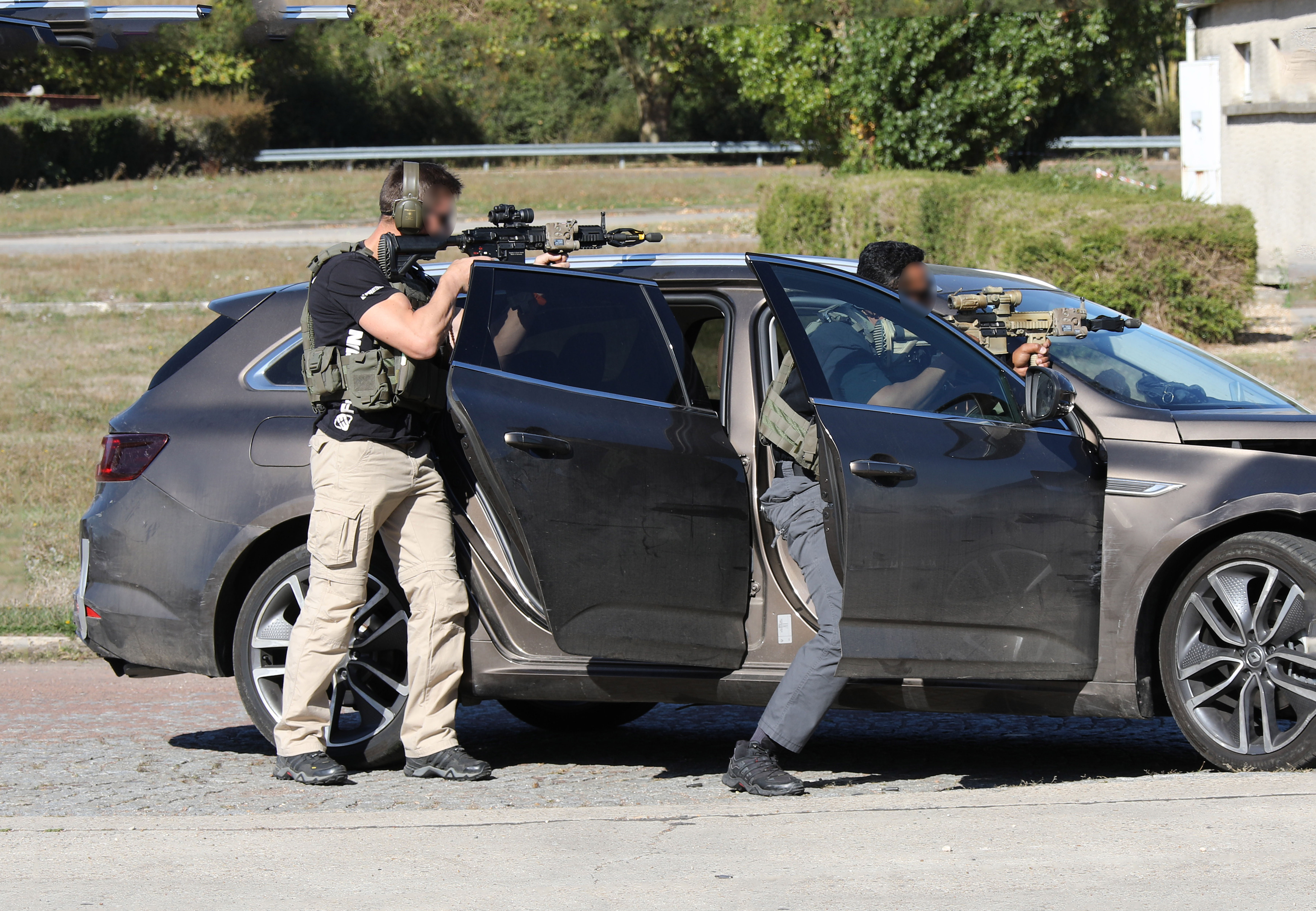
Démonstration de la Force Sécurité Protection du nouveau GIGN, qui a repris les missions de sécurité-protection de l'EPIGN.

### Les sections de Sécurité Protection (SSP)
L'EPIGN couvre l'intégralité du spectre de la sécurité et de la protection.
Sur le territoire français les sections de sécurité-protection (SSP), assurent quotidiennement la protection de hautes personnalités françaises ou étrangères. Elles assurent également ce type de mission en dehors de France, au profit des diplomates en poste dans des zones à risques.
L'EPIGN procède par ailleurs à la mise en sécurité de sites, au profit de l'autorité protégée ou lors d'évènements majeurs, l'unité déployant des tireurs d'élite, le groupe de recherche d'engins piégés (GREP) ou encore les spécialistes en investigations subaquatiques.
Dans un contexte interministériel, l'EPIGN réalise des audits de sécurité au profit des représentations françaises à l'étranger ou de sites sensibles en France. Les missions évaluent les enjeux sécuritaires et apportent une expertise et des réponses adaptées, en vue d'accroître le niveau de sûreté des installations visitées.
Les militaires de cette unité participent également, de façon régulière, à la formation de troupes d'élite étrangères.
Missions des SSP :
- Protection rapprochée de personnalités ;
- Sécurité des ambassades et représentations diplomatiques françaises à l'étranger ;
- Mise en sécurité ;
- Analyse du risque et audit de sécurité ;
- Gestion de crise à l'étranger ;
- Sécurité des évènements d'ampleur nationale et internationale ;
- Formation internationale.

Armement :
L'armement est similaire à celui du GIGN.

### Le Groupe d'observations et de recherches (GOR)
Au début des années 1990, l'EPIGN répond au besoin exprimé par les unités de police judiciaire de la gendarmerie départementale en matière d'observations sensibles et de recherche du renseignement judiciaire dans les affaires les plus délicates. Relayé par les unités d'intervention, ce besoin opérationnel est alors comblé par la création du Groupe d'observation et de recherches (GOR) au sein de l'EPIGN, le 1er janvier 1991.
Cette nouvelle composante, où la discrétion est le maître mot, dépasse rapidement le stade expérimental pour acquérir une expérience très appréciée des unités de PJ de la gendarmerie dans leur lutte contre le terrorisme et le grand banditisme. 
Missions du GOR :
- Observations difficiles ;
- Acquisition du renseignement ;
- Filatures complexes ;
- Actes techniques spécialisés ;
- Interpellations en milieu ouvert.

## Principaux engagements
Parmi les principales interventions de L'EPIGN, on compte de nombreux évènements spectaculaires et très médiatisés mais également un nombre encore plus élevé de missions discrètes relevant de la sécurité nationale ou de la lutte contre le banditisme. On peut relever (liste non exhaustive) :
- Surveillance et engagement contre les mouvements subversifs violents (Corse, Pays basque, Nouvelle-Calédonie[10]) ;
- Sécurisation d'ambassades et protection de ressortissants lors des crises et conflits : Algérie, Colombie, Congo, Éthiopie, Roumanie, Rwanda, Salvador, Togo, Yémen, Zaïre… ;
- Missions d'assistance technique et de formation à l'étranger : Burundi, Colombie, Comores, Djibouti, Jordanie, Congo, Mali, Tchad, Togo... ;
- Engagement lors de la prise d'otage d'Ouvéa. Recherche et localisation de la grotte, ouverture d'un chemin qui permettra d'amener les éléments jusqu'à la base d'assaut. L'élément de l'EPIGN participera pleinement à l’assaut. D'autres éléments de l'EPIGN seront prépositionnés en rideau d'interception et embarqués dans les super Puma. Un EPIGN embarqué sera blessé lors du survol de la grotte ;
- Engagement lors d'intervention anti-terroristes (Prise d'otages du vol 8969 Air France en soutien du GIGN[11], neutralisation de Khaled Kelkal en 1995) ;
- Soutien/renfort du GSPR à l’occasion de déplacements présidentiels: Jordanie, Égypte, Irlande... ;
- Protection de hautes personnalités françaises et de personnalités étrangères en visite ;
- Surveillance et interventions dans la lutte contre le grand banditisme ;
- Répression en milieu carcéral ;
- Sécurisation et protection lors d’évènements majeurs (visite du Pape, coupe du monde de football 1998).

À ces engagements s'ajoute une mission permanente de formation au profit de différentes unités de la Gendarmerie ou d'autres administrations.

### Commandants de l'EPGM puis de l'EPIGN
EPGM (1971-1983)
- Capitaine Poupinot ;
- Capitaine Michel ;
- Capitaine Rémy ;
- Capitaine Denis ;
- Capitaine Vanderperre.

EPIGN (1984-2007)
- Capitaine Chancerelle ;
- Capitaine Pattin ;
- Capitaine Cormier ;
- Capitaine Strub ;
- Capitaine Bonneau ;

- Capitaine Veneau ;
- Capitaine Lavergne ;
- Capitaine "L." ;
- Capitaine (suivant)

Liste à compléter. Dates de commandement (et grades) à préciser .

## Compléments

### Articles de presse
- L'EPIGN - L'escadron parachutiste d'intervention de la gendarmerie nationale, par Eric Michelletti - revue RAIDS no 171 d'août 2000  - Histoire et Collections.